# Guam Soccer League
Guam Soccer League – najwyższa klasa rozgrywek w piłce nożnej w Guam. Powstała w 1990 r. z inicjatywy krajowej organizacji piłkarskiej – Guam Soccer Association. W latach 1998 – 2006 w każdym roku odbywały się dwa sezony ligi. Jeśli zwycięzcy obu byli inni, rozgrywano pomiędzy nimi dodatkowy mecz.

## Historia
| Nr    | Rok       | Zwycięzca                  | Zwycięzca sezonu wiosennego | Zwycięzca sezonu jesiennego |
| ----- | --------- | -------------------------- | --------------------------- | --------------------------- |
| I     | 1990      | University of Guam         |                             |                             |
| II    | 1991      | University of Guam         |                             |                             |
| III   | 1992      | University of Guam         |                             |                             |
| IV    | 1993      | University of Guam         |                             |                             |
| V     | 1994      | Tumon Soccer Club          |                             |                             |
| VI    | 1995      | G-Force                    |                             |                             |
| VII   | 1996      | G-Force                    |                             |                             |
| VIII  | 1997      | Tumon Soccer Club          |                             |                             |
| IX    | 1998      | Anderson Soccer Club       | Anderson Soccer Club        | Island Cargo                |
| X     | 1999      | Coors Light Silver Bullets | Carpet One                  | Coors Light Silver Bullets  |
| XI    | 2000      | Coors Light Silver Bullets | Coors Light Silver Bullets  | Navy                        |
| XII   | 2001      | Staywell Zoom              | Coors Light Silver Bullets  | Staywell Zoom               |
| XIII  | 2002      | Guam Shipyard              | Guam Shipyard               | Guam Shipyard               |
| XIV   | 2003      | Guam Shipyard              | Guam Shipyard               | Guam Shipyard               |
| XV    | 2004      | Guam U-18                  | Guam U-18                   | Guam U-18                   |
| XVI   | 2005      | Guam Shipyard              | Guam Shipyard               | Guam Shipyard               |
| XVII  | 2006      | Guam Shipyard              | Guam Shipyard               | Guam Shipyard               |
| XVIII | 2007      | Quality Distributors       |                             |                             |
| XIX   | 2007–2008 | Quality Distributors       |                             |                             |
| XX    | 2008–2009 | Quality Distributors       |                             |                             |
| XXI   | 2009–2010 | Quality Distributors       |                             |                             |
| XXII  | 2010–2011 | Cars Plus FC               |                             |                             |
| XXIII | 2011–2012 | Quality Distributors       |                             |                             |
| XXIV  | 2012–2013 | Quality Distributors       |                             |                             |